# Тиктин, Георгий Исаакович
Георгий (Григорий) Исаакович Тиктин (1880, Одесса, Херсонская губерния — 3 февраля 1945, Одесса) — русский и советский экономист, специалист в области финансового права, профессор и декан экономического факультета Одесского института народного хозяйства.

## Биография
Родился в семье Исаака Германовича Тиктина, присяжного поверенного (Одесса, 1901), правоведа, публициста, гласного Одесской городской думы, члена наблюдательного комитета Одесского городского кредитного общества. Сын купца, Исаак Тиктин учился в Ришельевском лицее и при образовании Новороссийского университета в августе 1865 года был зачислен на его юридический факультет студентом 2 курса. Ранее Георгия, в 1874 году, в семье родился старший сын Николай, ставший, как и отец, правоведом, но специализировавшимся по византийскому праву.
Георгий Исаакович Тиктин окончил юридический факультет Новороссийского университета в 1902 году; был учеником С. И. Иловайского. Оставлен при университете профессорским стипендиатом по финансовому праву. С 1907 до 1922 года преподавал законоведение и политическую экономию в одесском училище торгового мореплавания. С августа 1910 года преподавал на юридическом факультете Новороссийского университета и читал лекции по финансовому праву, политэкономии и статистике на Одесских высших женских курсах. Из-за участия в политических акциях он долгое время не допускался к сдаче магистерского экзамена; только в 1917 году он получил такую возможность и в 1918 году как магистр политической экономии и финансового права стал приват-доцентом кафедры финансового права Новороссийского университета, а затем и доцентом кафедры финансовой науки экономического факультета Одесского политехнического института
Один из организаторов (в 1921 году) Одесского института народного хозяйства (ныне Одесский национальный экономический университет); профессор, декан экономического факультета, заведующий финансово-экономическим кабинетом этого института; читал курсы финансовой науки, общей теории публичных финансов и финансового права. В 1931 году, в связи с ликвидацией Одесского института народного хозяйства Тиктин стал работать в Институте пищевой промышленности (ныне — Одесская национальная академия пищевых технологий), где был деканом экономического факультета, а также в Институте инженеров водного транспорта (ныне — Одесский национальный морской университет), где заведовал кафедрой финансов и учёта экономического факультета. В 1933—1935 годах был профессором экономического факультета восстановленного Одесского университета. В марте 1941 года ему была присвоена степень доктора экономических наук без защиты диссертации.
Осенью 1941 года был приглашён на работу Московским плановым институтом, который в то время находился в Самарканде. В 1943—1944 годах работал в Ленинградском плановом институте. После освобождения Одессы в 1944 году Тиктин вернулся в родной город, где собирался работать на кафедре финансов в Одесском кредитно-экономическом институте и на кафедре политэкономии Одесского государственного университета. Однако из-за болезни не смог приступить к работе.
Умер 3 февраля 1945 года. Похоронен на Втором христианском кладбище Одессы.

## Научная деятельность
Г. И. Тиктин — автор более 30 научных работ в области финансового права и общей теории финансов. Почти все его научные наработки имели положительные рецензии в зарубежных журналах. Часть его работ не была опубликована. Однако в СССР его работы с конца 1920-х годов часто критиковались, а с начала 1940-х годов «обличение» Тиктина «стало общим местом уже в первых советских учебниках по финансовому праву».
Г. И. Тиктин — автор дополнений к 5-му изданию «Учебника финансового права» профессора С. И. Илловайского (5-е изд. — Одесса: Е. С. Иловайская, 1912. — XII, 604 с.). Фактически, это был оригинальный учебник Тиктина, который по своей значимости приравнивался к курсу финансового права профессора В. А. Лебедева. Тиктиным были также написаны «Очерки по общей теории публичных финансов» (выпуски 1—3, 1926—1929).

### Работы
- Основные организационные принципы и системы публичного хозяйства. — Одесса, 1928. — 108 с.
- Основні теоретичні проблеми динаміки публічного господарства: Спроба фінансово-наукового дослідження. — Киев, 1930. — 99 с. (укр.)